# Charles Oppong
Charles Oppong – ghański piłkarz grający na pozycji obrońcy. W swojej karierze grał w reprezentacji Ghany.

## Kariera klubowa
W swojej karierze piłkarskiej Oppong grał w klubie Asante Kotoko SC.

## Kariera reprezentacyjna
W 1980 roku Opponga powołano do kadry na Puchar Narodów Afryki 1980. Był na nim rezerwowym i nie rozegrał żadnego meczu.